# Bassetti (azienda)
Bassetti è uno storico marchio tessile italiano, che dal 2001 fa parte di Zucchi.

## Storia

### Gli inizi
Fu fondata nel 1830 da Carlo Baroncini a Milano in piazza Santo Stefano 2, nelle vicinanze della vecchia Cà Granda (l'attuale Università degli Studi), come emporio per la vendita di tessuti (tele, tovaglie di fiandra, fazzoletti di lino e battista, servette, coperte, tenderie e maglie). Nel 1864 nella società entrò Giovanni Bassetti, cugino del fondatore, che rilevò per intero l'azienda (per 119.300 Lire) nel 1884, e il laboratorio di tessitura a mano di lino.
Alla morte di Bassetti, la ditta passò inizialmente in gestione alla vedova, Rosa Piantanida, e poi in gestione a due dei suoi tre figli, Ermete e Felice. L'azienda vide trasformarsi da semplice bottega ad azienda industriale nel 1908, con la meccanizzazione dello stabilimento di Rescaldina, e nel 1914 I figli Ermete, Felice e Giovanni costituiscono la Società Giovanni Bassetti, creò altri stabilimenti la lavorazione del lino e il finissaggio, del cotone e della canapa, a Trezzo d'Adda, Biassono e Revello. Nel 1919 viene varato il progetto della Scuola in Fabbrica che vede la luce l'anno successivo.
Nel 1922 si trasformò in società anonima, e assunse la denominazione Giovanni Bassetti S.A. Alla fine degli anni venti entrò nell'azienda, il figlio ultimogenito del Bassetti, Giannino, il quale portò innovazione all'azienda, creando magazzini e punti vendita in gran parte del territorio nazionale, e investendo sulla pubblicizzazione del marchio. A Origgio viene inaugurato lo stabilimento della "Manifattura Lombarda Lino e Canapà" progettato con il contributo di tecnici francesi.
Al termine della seconda guerra mondiale, l'azienda, che cambiò nuovamente denominazione in Bassetti S.p.A., riprese le proprie attività produttive. Nel 1959 venne inaugurato e attivato un nuovo stabilimento, a Vimercate, e poi un altro sempre a Rescaldina nel 1964. L'edificio è paragonabile a un grande ombrello che contiene sotto di sé, in un'unica soluzione, tutto l'apparato produttivo. L'elemento più caratteristico è la copertura, con volte sottili in cemento armato.

### Espansione
Negli anni del boom economico, l'azienda lombarda proseguì il proprio periodo di espansione, con la commercializzazione dei propri prodotti nei mercati esteri, soprattutto in Europa. In quegli anni Bassetti divenne la più importante e conosciuta azienda tessile italiana, e contava oltre 2 400 dipendenti e 16 punti vendita in diverse città italiane.
Negli anni settanta, la Bassetti, da sola industria tessile si trasformò in un vero e proprio gruppo industriale di grandi dimensioni, attraverso l'acquisizione e l'inglobamento di altre aziende tessili, fra tutte il "Linificio e Canapificio Nazionale", e la diversificazione delle proprie attività, sviluppando importanti operazioni principalmente nei settori immobiliare e alimentare. Nel 1980 morì Giannino Bassetti, e la gestione dell'azienda passò ai figli Piero e Gian Sandro.
Contemporaneamente, per il Gruppo Bassetti, alla fine di tale decennio si verificò l'inizio della propria crisi finanziaria, causata da una pesante situazione debitoria che nel 1984 fu di 155 miliardi di lire. La FinBassetti, holding della famiglia Bassetti, che controllava tutte le società facente capo al gruppo milanese, fu perciò costretta a mettere in vendita diversi immobili e aziende, in particolare le più importanti, come il Linificio e Canapificio, il Cotonificio di Conegliano, Magnolia e Mascioni.

### Cessione
Nel luglio 1985 la famiglia Bassetti cedette l'azienda alla Marzotto. Ma alla fine dello stesso anno il gruppo tessile veneto cedette l'intero pacco azionario della Bassetti e lo storico stabilimento di Rescaldina alla Zucchi, storica concorrente nel mercato della biancheria da casa.
Sotto il controllo della famiglia Zucchi, l'azienda lombarda migliorò la propria situazione finanziaria e di mercato, e nel 1988 realizzò un fatturato di 126 miliardi di lire, mentre l'anno successivo fece ingresso nella Borsa. Nel 1990 acquisì l'intero capitale della Jalla, azienda francese produttrice di spugne.
Grazie al buon andamento avuto da Bassetti nel corso degli anni novanta (fatturato e utile netto, rispettivamente di 498 miliardi e 15,3 miliardi di lire nel 1995), viene decisa la fusione con la Zucchi, che avviene nel 2001, e da allora è uno dei più importanti marchi del nuovo Gruppo che si è costituito.
Nel 1994 viene creata la Fondazione Giannino Bassetti, con lo scopo di diffondere la memoria di Giannino Bassetti e di promuovere azioni di politica culturale per l'innovazione responsabile.